# 2-я Пугачёвская улица
2-я Пугачёвская у́лица — улица в Восточном административном округе города Москвы на территории района Преображенское. Настоящее название дано 12 марта 1954 года.

## История
Первоначально называлась Савинский переулок, затем Щеглов переулок (по фамилиям домовладельцев).
С 1925 года — улица Куйбышева; в 1954 году название, в целях избежания одноимённости, было устранено, поскольку в то время одновременно существовали площадь Куйбышева (см. Биржевая площадь), и ещё одна улица Куйбышева (ныне — Ильинка).
В 2012 году было предложение о включении в состав улицы Проектируемого проезда № 951. Это предложение не нашло поддержки у мэра Москвы Сергея Собянина.

## Происхождение названия
Настоящее название улицы дано в честь донского казака и предводителя Крестьянской войны 1773—1775 годов в России, Емельяна Пугачёва.

## Описание
Общая протяженность — 725 метров. Пересекается с 1-й Пугачёвской улицей. Идёт от перекрёстка с Большой Черкизовской улицей (продолжаясь и после перекрёстка, там она уже называется Халтуринская улица) практически до Электрозаводской железнодорожной ветки: перед ней она раздваивается на два Проектируемых проезда: 951-й и 6478-й.

## Здания и строения
На улице расположена автозаправка «Нефтьмагистраль» (Россия, Москва, 2-я Пугачёвская улица, владение 11). Жилых домов — 34.

## Транспорт

### Наземный транспорт
По самой улице общественный транспорт не ходит. Ближайшие маршруты проходят по Большой Черкизовской улице.
- Автобусная остановка «Халтуринская ул.» (на Б. Черкизовской улице/в сторону Преображенской пл.)

Автобус: т32, т41, т83, 34, 52, 171, 230, 449, 716
- Трамвайная остановка «Халтуринская ул.» (на Халтуринской улице)

Трамвай: 4, 13, 36

### Ближайшие станции метро
- Станция метро «Преображенская площадь» — 850 м от пересечения с 1-й Пугачёвской ул. (по прямой)